# Pultost

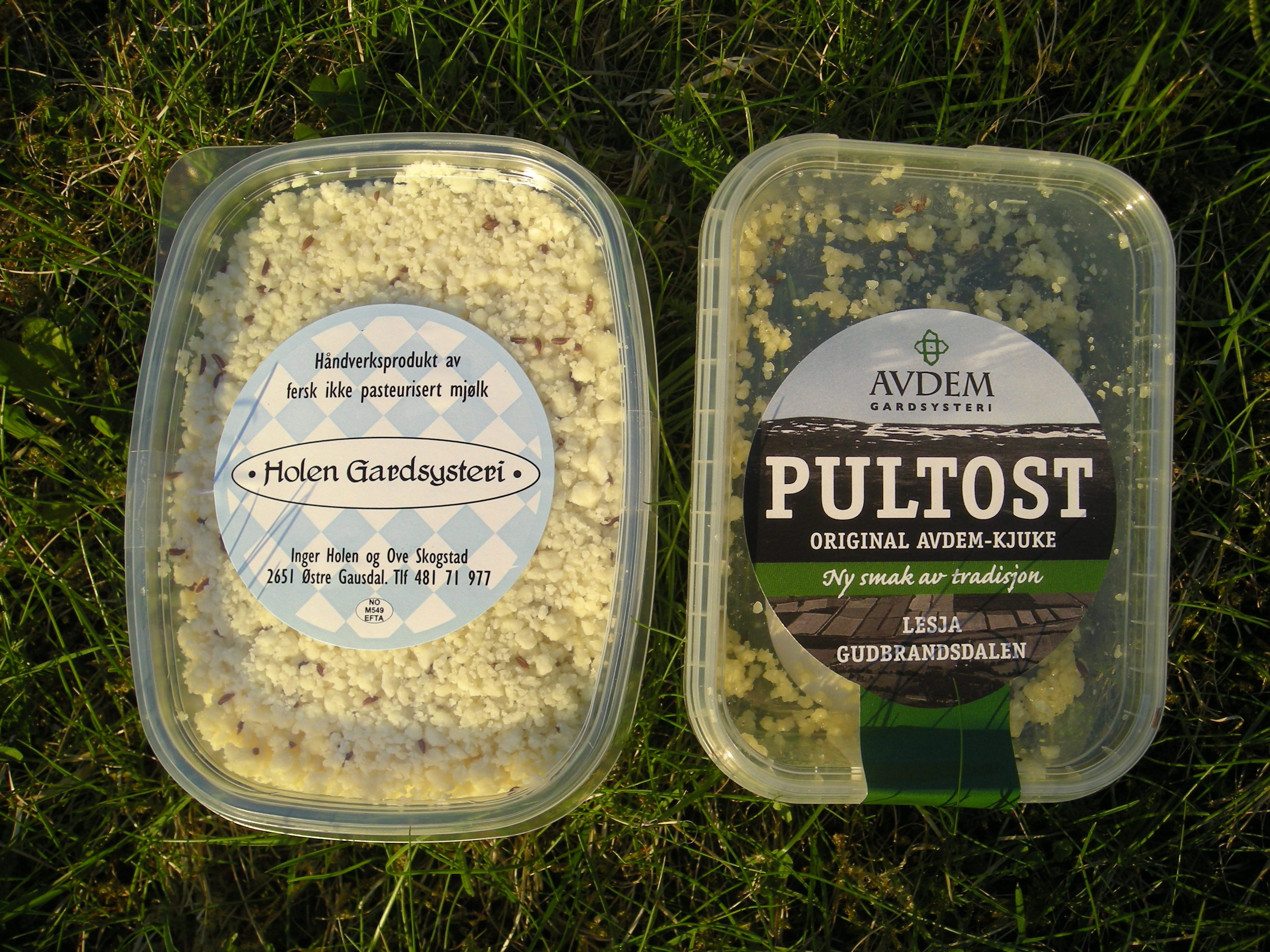
Deux variantes de pultost en grains sous plastique.

Le pultost est un fromage norvégien à base de lait caillé et aromatisé de graines de carvi. Consommé après une longue maturation, il est commercialisé sous deux formes, à tartiner ou en grains, la première ayant le goût le plus prononcé. Il est très peu gras.
Il peut être consommé sur du pain ou accompagné de pommes de terre, de beurre et de crème fraîche.
L'entreprise laitière Tine fabrique du pultost dans le village de Nybergsund (en) dans la municipalité de Trysil. Un autre fabricant est Synnøve Finden (en).